# Lochmühle Hohenbucko

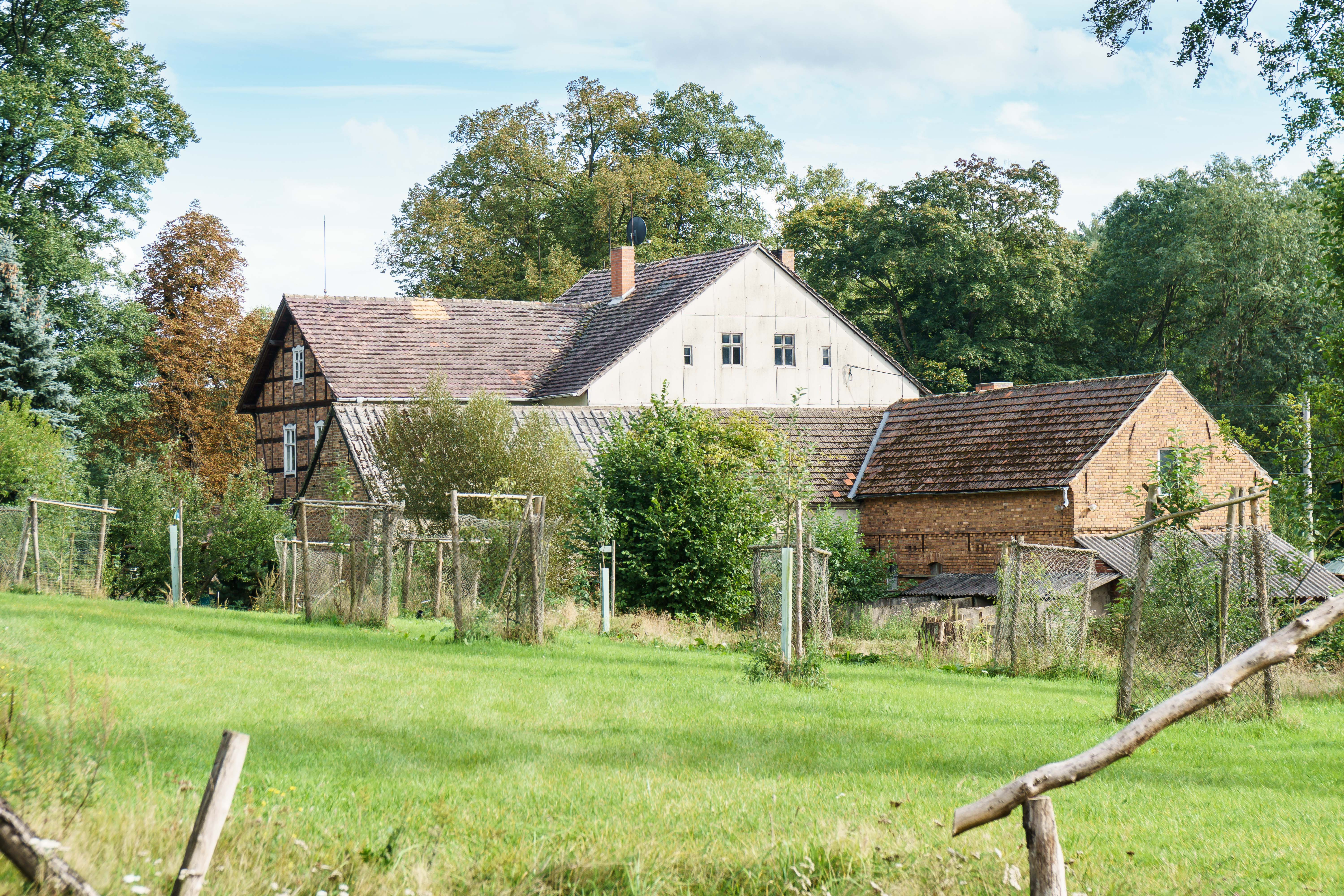
Die Lochmühle Hohenbucko (2017)

Die Lochmühle, mitunter auch als Hintermühle, Heidemühle oder buckisch muhl bezeichnet, ist ein unter Denkmalschutz befindliches Gebäudeensemble in der Gemeinde Hohenbucko am westlichen Rand der Rochauer Heide im südbrandenburgischen Landkreis Elbe-Elster. Sie ist als Baudenkmal im örtlichen Denkmalverzeichnis unter der Erfassungsnummer 09135623,T verzeichnet. Hier befindet sie sich östlich der Verbindungsstraße Hohenbucko-Schöna am sogenannten Fließgraben. Der historische Standort ist zwischen dem Quellgebiet in der Rochauer Heide und dem Lebuser Vorwerk zu finden.

## Geschichte
Bei der Hohenbuckoer Lochmühle handelt es sich um einen historischen Mühlenstandort, der bereits im ausgehenden Mittelalter erstmals urkundliche Erwähnung fand. Sie war ursprünglich eine von drei im Quellgebiet in der Rochauer Heide und dem Lebuser Vorwerk gelegenen Wassermühlen. Später kamen im Bereich der Lochmühle noch weitere Mühlen hinzu, wodurch der Standort regional eine erhebliche Bedeutung erfuhr. Um 1540 befindet sich hier neben der Wassermühle auch eine Windmühle. Im Jahre 1583 wurden eine Walk- und Mahlmühle sowie eine Windmühle urkundlich erwähnt. Zwischenzeitlich taucht allerdings noch eine zweite Windmühle auf. Um 1776 verfügte die Wassermühle über einen Mahlgang und fünf Hirsestampfen. Den Besitz nennt zu jener Zeit ein Johann Christian Winkel sein Eigen. Im Jahre 1814 ging der Besitz an Johann Traugott Geneiß. 1819 war sie dann Eigentum einer Familie Wehling.
Im Jahre 1895 wurde schließlich auf Dampfbetrieb umgestellt und ab dem Jahre 1925 erzeugte man außerdem zusätzlich Strom. Zu dieser Zeit erfolgte auch der Abriss von zwei am bzw. in der Nähe des Standorts gelegenen Windmühlen. Die komplette Stilllegung des Mühlbetriebes erfolgte schließlich ab der Mitte des 20. Jahrhunderts (Ölmühle 1947, Mahl- und Schneidemühle 1951), wobei die Sägemühle mit ihrem aus dem Jahre 1921 stammenden Sägegatter allerdings auch in späterer Zeit sporadisch noch genutzt wurde. Ihre endgültige Stilllegung erfolgte schließlich im Jahre 1985.

## Baubeschreibung
Das gesamte als Baudenkmal ausgewiesene Ensemble besteht heute aus dem Wohnhaus, dem Mühlengebäude, der Stallscheune und der Einfahrtsscheune des ursprünglichen als Mühlengehöftes. Außerdem stehen Teile des alten Mühlengrabens ebenfalls unter Denkmalschutz. Die Entstehung von Wohnhaus und Wassermühle wird auf die Zeit von 1851 bis 1875 datiert. Bei dem Gebäude handelt es sich um einen Fachwerkbau mit Ziegelausfachung, welches einen Feldsteinsockel besitzt und mit einem Satteldach versehen wurde.
Die auf dem Grundstück befindliche Sägemühle entstand im Jahre 1817. Auch dieses als verbretterter Fachwerkbau ausgeführte Gebäude wurde mit einem Satteldach versehen. Die beiden Einfahrtsscheunen entstanden jeweils als Fachwerkbau mit Lehmstakenausfachung. Dabei wird die Stallscheune auf die erste Hälfte des 19. Jahrhunderts datiert und die Scheune auf die Zweite Hälfte des 19. Jahrhunderts. Beide Bauten besitzen ein Satteldach.
Weitere Sehenswürdigkeiten neben dem Pfarrhaus im Ort sind unter anderem die Hohenbuckoer Dorfkirche, das Pfarrhaus, die Hohenbuckoer Oberförsterei, ein ehemaliges Großbauerngehöft in der Dorfstraße 44 und eine Postmeilensäule. Im Ortsteil Proßmarke sind mit der örtlichen Dorfkirche und einem denkmalgeschützten Wohnhaus weitere Sehenswürdigkeiten zu finden.